# Peter Egge
Peter Andreas Egge (ur. 1 kwietnia 1869 w Trondheim, zm. 17 lipca 1959 w Oslo), pisarz, dziennikarz i dramatopisarz norweski. Aktywny od 1891 do 1955. W Polsce wydano Życie Hanzyny (Hansine Solstad) oraz opowiadanie Helge (jako element zbioru "Tam gdzie fiordy").

## Życiorys
Drugie dziecko z dziewięciu w rodzinie robotniczej z Nord-Trøndelag. Spędził dzieciństwo i młodość w dzielnicy Innherred, której wiejskie i tradycyjne zwyczaje opisywał później.
Egge uczęszczał do Szkoły Katedralnej w Trondheim, którą ukończył w 1887 roku. Zadebiutował powieścią Almue ("Proletariat", 1891). Później rozpoczął pracę jako dziennikarz w gazecie Dagsposten z Trondheim. W kolejnych latach dzielił swój czas między dziennikarstwo i pisarstwo. Często pisał komedie, gatunek, w którym odnosił sukcesy. Rozpoczął działalność komediową od Faddergavena (Dar do chrztu, 1897). Egge pisał także dramaty, takie jak Kjærlighed og Venskab (Miłość i przyjaźń, 1904). Osiągnął wielkie powodzenie powieścią małżeńską „Hjertet” („Serce”, 1907). W r. 1916 przyznano mu norweską pensję poetycką. Napisał nadto sztukę „Narren” („Głupiec”, 1917) i powieść „Inde i fjordene„ („W głębi fiordów”, 1920). W swych powieściach i opowiadaniach przedstawił w sposób realistyczny ludzi skrzywdzonych przez społeczeństwo i życie chłopów norweskich w trudnej i uporczywej walce z surową przyrodą Norwegii.
Począwszy od wczesnych lat dwudziestych Egge zaczął odchodzić od wizerunku komediopisarza i twórcy romantycznego. Wydane w 1922 roku „"Den hellige sjø" ("Morze Święte”) wyznaczyło metamorfozę jego stylu w neorealizm. Ta zmiana doprowadziła do powstania Życia Hanzyny (1925), uważanego za jego najlepsze dzieło.
Pełnił funkcję przewodniczącego Związku Autorów Norweskich (Den Norske Forfatterforening) w latach 1913-1916 i 1935 oraz był przewodniczącym komisji doradztwa literackiego w latach 1920 i 1929.
W 1897 ożenił się z Anną Marie Svensen i osiadł w Christianii (obecne Oslo). Był ojcem norweskiego polityka i członka ruchu oporu Ørnulfa Egge.